# Lasermannen
Lasermannen és una mini sèrie de televisió sueca de 2005 produïda per Produktionsbolag i emesa pel canal públic SVT. Està basada en el llibre "L'assassí del làser. Una història real" de Gellert Tamas, on es narren els atacs racistes comesos el 1991 i 1992 a les ciutats d'Estocolm i Uppsala.
La sèrie, de només tres episodis de 90 minuts cadascun, va ser dirigida per Mikael Marcimain i va guanyar el premi Kristallen de 2006 al millor drama televisiu de l'any. El criminòleg i autor suec Leif G.W. Persson va qualificar la sèrie de "la millor pel·lícula policial produïda a Suècia".

## Argument
La sèrie descriu la vida personal de John Ausonius (batejat per la premsa com "l'home del làser"), des de l'edat del batxillerat fins l'execució dels nou atacs de caràcter racista comesos entre l'agost de 1991 i el gener de 1992 a les ciutats d'Estocolm i Uppsala, dels que en resultà l'assassinat d'un home, nou intents d'assassinat i nou atracaments. També es descriu la feina d'investigació de la policia, així com la situació política a Suècia.

## Repartiment
- David Dencik com a John Ausonius
- Sten Ljunggren com a Lennart Thorin
- Sten Johan Hedman com a Thorstensson
- Amanda Ooms com a Ilse
- Kenneth Milldoff com a Lars-Erik Forss
- Ralph Carlsson com a Stefan Bergqvist
- Leif Andrée com a Tommy Lindström
- Pale Olofsson com a Eklind
- Per Morberg com el presoner